# Fritz the Cat (Film)
Fritz the Cat ist ein Zeichentrickfilm aus dem Jahr 1972 von Ralph Bakshi. Er basiert auf dem gleichnamigen Comic von Robert Crumb.

## Handlung
Die Verfilmung ist eine Satire auf das College-Leben der 1960er: Während Fritz an keinen Vorlesungen teilnimmt, ist er aktiv an der sexuellen Revolution beteiligt. Er lädt mehrere Mädchen in seine Bude zu einer Orgie ein, konsumiert Drogen und flieht vor einer Polizeirazzia. Er versteckt sich in einer Synagoge, wo die Anwesenden gerade die Entscheidung der USA, mehr Waffen nach Jerusalem zu schicken, gutheißen. Anschließend kehrt er nach Hause zurück.
Nachdem er sich entschlossen hat, sich von seinem „langweiligen“ Leben abzuwenden, indem er die Wohnung anzündet, flüchtet er nach Harlem und mischt sich unter die Afroamerikaner (dargestellt als schwarze Krähen). Dort lernt er die Krähen Duke, mit dem er sich anfreundet, und Bertha, eine Ex-Prostituierte und Drogenhändlerin, kennen. Durch mehrere Joints unter Drogen gestellt, lebt er mit der prallen Bertha auf einem Schrottplatz seine sexuellen Fantasien aus, bevor er, immer noch im Drogenrausch, die Bewohner Harlems zur Revolution animiert, ohne jedoch dabei einen klaren Grund oder ein Ziel zu haben. Das endet in einer Auseinandersetzung der Afroamerikaner mit der Polizei, bei der Duke erschossen wird.
Später macht er Bekanntschaft mit dem Hasen Blue, einem Biker und Neonazi. Dieser ist Mitglied einer Terroristengruppe, die einen Anschlag auf ein Kraftwerk plant und Fritz dazu einspannt. Fritz muss mitansehen, wie die Mitglieder Blues Freundin, die ihn vom Treffen wegbringen will, um mit ihm essen zu gehen, vergewaltigen. Als er sich für sie einsetzt, wird ihm mit einer Kerze ins Gesicht geschlagen. Bald darauf wird er zum Kraftwerk geschickt, um das Dynamit dort anzubringen. Dabei ändert Fritz seine Meinung plötzlich und versucht, es wieder zu entfernen. Er schafft es jedoch nicht und kommt in der Explosion ums Leben, wird am Ende aber in einem Krankenhaus noch einmal bei einer letzten, vermutlich nur als Sterbephantasie stattfindenden Sexorgie gezeigt.

## Hintergrund
Der Film wurde in den USA, erstmals für einen Animationsfilm, mit einem X (nur für Erwachsene) bewertet. Dennoch war er ein kommerzieller Erfolg und zog sein Publikum nicht nur wegen seines Schockpotenzials an, sondern auch wegen seines Anreizes für die „Love Generation“ der 1960er. Der Film wurde in Deutschland anfangs von der FSK ab 18 Jahren freigegeben, in einer späteren Video-Veröffentlichung jedoch auf eine Freigabe ab 16 Jahren heruntergestuft.
Robert Crumb hat sich von dieser Umsetzung distanziert. Um eine weitere Verwertung gegen seinen Willen zu verhindern, ließ er Fritz in einem Comic Opfer eines Mordanschlages werden, wobei er von einer Straußendame mit einem Eispickel ermordet wird. Kritiker und Publikum waren dem Film aber wohlgesinnter und er gilt als Wegbereiter für Animationsfilme, die sich speziell an Erwachsene richten.
Bei der 1974 unter dem Titel Die neun Leben von Fritz the Cat erschienenen Fortsetzung waren weder Bakshi noch Crumb involviert und der Film konnte nicht an den Erfolg des Vorgängers anschließen. Regie führte Robert Taylor, das Drehbuch stammte von Taylor, Fred Halliday und Eric Monte. Gemeinsam hatten beide Filme die Stimme von Skip Hinnant als Fritz. Im Gegensatz zum ersten Teil sind Szenen in der deutschen Fassung des zweiten Teils herausgeschnitten und durch die Synchronisation verfälscht worden.

## Synchronisation
| Rolle               | Englischer Sprecher          | Deutscher Sprecher                                      |
| ------------------- | ---------------------------- | ------------------------------------------------------- |
| Fritz the Cat       | Skip Hinnant                 | Norbert Langer                                          |
| Blue                | John McCurry                 | Stefan Behrens                                          |
| Duke                | Charles Spidar               | Heinz Theo Branding                                     |
| Groupie 1 Groupie 2 | Mary Dean                    | Almut Eggert Traudel Haas                               |
| Polizist            | Phil Seuling                 | Edgar Ott                                               |
| Polizist Ralph      | Ralph Bakshi                 | Gerd Duwner                                             |
| Winston Schwartz    | Judy Engels                  | Gisela Fritsch                                          |
| Ruark               | ?                            | Harry Wüstenhagen                                       |
| Big Bertha          | Rosetta LeNoire              | Tilly Lauenstein                                        |
| Schwuler im Park    | John McCurry                 | Horst Gentzen                                           |
| Kneipenbesucher     | John McCurry Rosetta LeNoire | Martin Hirthe Wolfgang Draeger Friedrich Georg Beckhaus |
| Harriet             | Judy Engles                  | Ursula Heyer                                            |
| Ober-Revoluzzer     | ?                            | Friedrich W. Bauschulte                                 |
| Rabbis              | ?                            | Eduard Wandrey Hugo Schrader                            |
| Studenten           | ?                            | Hans-Werner Bussinger Peter Schiff                      |
| Truckerfahrer       | ?                            | Hans-Dieter Zeidler                                     |

## Rezeption
Fritz the Cat inspirierte durch seine Unkonventionalität und freche Darstellung viele Animationsfilmer, darunter auch den Belgier Picha, der sich in seinen drei Filmen Tarzoon – Schande des Dschungels, Das fehlende Glied und Der große Knall oftmals leise aber merklich vor Ralph Bakshi und Robert Crumb verbeugte.
Auch bei den Simpsons trat Fritz the Cat im Rahmen einer Itchy-&-Scratchy-Episode bereits auf, die dabei auch den Stil der Vorlage übernimmt.